# Фотински водопад
Фотинският водопад е разположен в западните Родопи по поречието на Фотинска река на 4,2 km от село Фотиново. Намира се на 880 m надморска височина.
Водопадът представлява живописна водна каскада с обща височина около 30 m. Състои се от три пада – първият е с височина 6 – 7 m, вторият, който е най-висок – 16 – 18 m, и третият – 5 – 6 m. В основата на първия пад е образуван вир с диаметър около 5 – 6 m, а във втория – 4 – 5 m.